# 여수여문초등학교
여문초등학교(麗水麗門初等學校)는 대한민국 전라북도에 있는  초등학교이다.

## 학교 연혁
- 1984. 07. 05: 여수여문국민학교 개교(13학급)
- 1985. 03. 01: 여수여문국민학교병설유치원 개설
- 1996. 03. 01: 여수여문초등학교로 개칭
- 2008. 11. 28: 전라남도 교육청 지정 교육과정 연구학교 보고회 개최(1/1차년)
- 2009. 11. 19: 전라남도 교육청 지정 행사교육 시범학교 보고회 개회(1/1차년)
- 2010. 11. 19: 전라남도교육청 지정 창의인성교육 시범학교 보고회 개최(1/1차년)
- 2021. 09. 01: 제15대 문승현 교장 선생님 부임
- 2023. 01. 06: 제39회 졸업 74명 (총 7,153명)
- 2023. 03. 01: 18학급편성(특수학급 1학급 포함), 유치원 2학급 편성

## 참고 자료
- 여수여문초등학교 - 한국교육학술정보원 학교알리미